# Wonderlust
Albums de Heather Nova
Siren South
Wonderlust est un album live d'Heather Nova, sorti en 2000.

## Liste des pistes
Toutes les chansons sont composées par Heather Nova, excepté I'm on fire (de Bruce Springsteen).
1. Winterblue - 5:58
2. Walk This World - 4:20
3. Island - 5:51
4. Heart and Shoulder - 4:18
5. Paper Cup - 3:59
6. London Rain - 4:13
7. Not Only Human - 5:15
8. Doubled Up - 3:42
9. Truth and Bone - 4:29
10. I'm the Girl - 5:28
11. Heal - 3:56
12. Make You Mine - 5:36
13. Sugar - 8:29
14. I'm on Fire - 3:43

## Musiciens
- Heather Nova - guitare, voix
- Berit Fridahl - guitare électrique
- Nadia Lanman - violoncelle, claviers
- Bastian Juel - basse, chœurs
- Laurie Jenkins - batterie